# 475년

## 연호
- 유송(劉宋) 원휘(元徽) 3년
- 북위(北魏) 연흥(延興) 5년

## 기년
- 유송(劉宋) 후폐제(後廢帝) 3년
- 북위(北魏) 효문제(孝文帝) 5년
- 신라(新羅) 자비 마립간(慈悲麻立干) 18년
- 고구려(高句麗) 장수왕(長壽王) 63년
- 백제(百濟) 개로왕(盖鹵王) 21년 / 문주왕(文周王) 원년

## 사건
- 고구려가 백제를 정벌하여 개로왕을 참살하였다.
- 음력 10월, 백제의 태자 문주왕이 웅진으로 천도하였다.

## 사망
- 백제(百濟) 21대 왕 개로왕(盖鹵王)
- 백제(百濟)의 정치가 목만치